# 三家子乡 (开原市)
三家子乡，原是中华人民共和国辽宁省铁岭市开原市下辖的一个乡镇级行政单位。，2017年撤销并入庆云堡镇。

## 行政区划
三家子乡原下辖以下地区：
三家子村、南花楼村、西老边村、南英城村、后施家堡村、前施家堡村、马架窝棚村、前三家子村、二社窝棚村和董孤家子村。